# Березняки (Камчатский край)
Березняки́ — посёлок в Елизовском районе Камчатского края России. Входит в состав Новолесновского сельского поселения.

## География
Ближайшие населённые пункты и расстояния до них
- Южные Коряки — 3 км,
- Лесной — 3 км,
- Зелёный — 6 км,
- Коряки — 8 км,
- Северные Коряки — 12 км.

Расстояния до районного и краевого центров
- до районного (Елизово) — 22 км,
- до краевого (Петропавловск-Камчатский) — 46 км.

Расстояние до ближайшего аэропорта
- аэропорт Елизово — 27 км.

## История
Посёлок основан в 1935 году. Назван в 1959 году по преобладающей растительности в районе посёлка.

## Население
| 2002 | 2010 | 2012 | 2013 | 2015 | 2016 | 2018 |
| ---- | ---- | ---- | ---- | ---- | ---- | ---- |
| 368  | ↘331 | ↗335 | ↘333 | ↘322 | ↗325 | ↘302 |
| 2020 |      |      |      |      |      |      |
| ↘293 |      |      |      |      |      |      |

### Половой состав
Согласно переписи 2010 года, в посёлке проживало 166 мужчин (51 %) и, соответственно, 165 женщин (49 %).

## Улицы
| - ул. Косаренкова, - ул. Лесная, | - ул. Строительная, - ул. Центральная. |